# Klavdija Koženkova
Klavdija Koženkova, född den 22 mars 1949 i Zarasai i Litauen, är en sovjetisk roddare.
Hon tog OS-silver i åtta med styrman i samband med de olympiska roddtävlingarna 1976 i Montréal.